# Heinrich Siepmann (Maler)
Heinrich Siepmann (* 30. November 1904 in Mülheim an der Ruhr; † 16. Dezember 2002 ebenda) war ein Maler und zählte zur zweiten Generation des Konstruktivismus.

## Leben und Wirken
Er studierte von 1925 bis 1927 an der Folkwangschule Essen bei Josef Urbach, Karl Kriete und Joseph Enseling. 1948 war er Mitbegründer der Künstlergruppe „junger westen“ in Recklinghausen. Bereits Siepmanns frühe noch gegenständliche Arbeiten aus den 1930er und 1940er Jahren faszinieren durch einen strengen kompositorischen Bildaufbau, und der zeit seines Lebens eng mit Mülheim verbundene Künstler entwickelte in den Nachkriegsjahren seinen Weg in die ungegenständliche, geometrisierende Abstraktion konsequent weiter. Gemeinsam mit Thomas Grochowiak, Emil Schumacher, Ernst Hermanns, Hans Werdehausen und Gustav Deppe gehörte er 1948 zu den Gründungsmitgliedern der in Recklinghausen initiierten Künstlergruppe „junger westen“, die dazu beitragen wollten, nach dem Kunstdiktat durch die deutschen Nationalsozialisten die Region von Rhein und Ruhr wieder zu einer Kulturlandschaft zu gestalten.
Nachdem Siepmann in den 1960er Jahren durch die Einflüsse seiner Künstlerkollegen die formale Strenge zugunsten informeller Strukturen kurzfristig verlassen hatte, wandte er sich zum Ende des Jahrzehnts und vornehmlich ab den 1970er Jahren immer stärker einer Formsprache zu, die Farbe und Form auf der Leinwand als eigenständige Bildmittel begreift und diese in kompositorisch vollkommen harmonisch ausbalancierten Kompositionen zeigt. Siepmanns größtes Verdienst ist es dabei vielleicht, dass trotz seiner kalkulierten Schöpfungen stets ein lyrisches Moment den Werken innewohnt.
Heinrich Siepmann war zwischen 1953 und 1996 auf insgesamt 36 großen DKB-Ausstellungen im In- und Ausland vertreten.

## Auszeichnungen und Mitgliedschaften
- 1948: Mitbegründer der Künstlergruppe junger westen, Kunstpreis junger westen
- 1956: Mitglied des Westdeutschen Künstlerbundes
- 1954: Kunstpreis junger westen
- 1956: Mitglied des Deutschen Künstlerbundes
- 1962: Ruhrpreis für Kunst und Wissenschaft der Stadt Mülheim an der Ruhr
- 1979: Karl Ernst Osthaus-Preis der Stadt Hagen
- 1979: Kunstpreis der Künstler, Düsseldorf
- 1981: Grandprix der 3. Internationalen Biennale für Druckgraphik, Seoul
- 1994: Ehrenring der Stadt Mülheim
- 1997: Ida-Gerhardi-Förderpreis, Lüdenscheid